# IRAF
IRAF (Image Reduction and Analysis Facility) é uma ampla coleção de softwares para uso geral em redução e análise de dados científicos. O projeto IRAF foi desenvolvido e é mantido pelo National Optical Astronomy Observatories (NOAO), em Tucson, Arizona, nos Estados Unidos.
Dentro do IRAF, os softwares estão organizados em "pacotes".
O pacote "NOAO", por exemplo, inclui uma coleção de programas para uso geral em processamento de imagens e em aplicações gráficas, bem como um grande número de programas para redução e análise de dados de astronomia óptica.
Pacotes externos também estão disponíveis para uso em análise de dados de fontes específicas como os dados do Hubble Space Telescope
(HST), dados XRAY ou EUV, por exemplo.
O IRAF oferece um ambriente completo de programação, o qual inclui uma linguagem de programação em script, chamada Command Language, uma interface de programação em IMFORT Fortran, e um ambiente de programação SPP/VOS no qual o sistema IRAF
(portável) foi escrito.
O IRAF é gratuito e está disponível para a maioria dos
sistemas operacionais.
Em ambiente Windows, o IRAF pode ser executado através do Cygwin.